# Ermengarda do Chiem
Ermengarda do Chiem, também conhecida como Ermengarda de Buchau (em alemão: Irmgard; 830/833 — 16 de julho de 866) foi uma religiosa católica alemã da Ordem de São Bento, beatificada pelo papa Pio IX em 1928.

## Vida e obras
Era filha de Luís, o Germânico, rei da Frância Oriental, e de sua esposa, Ema da Baviera. Ermengarda era neta do imperador do ocidente, Carlos Magno.
Em 857 tornou-se abadessa da Abadia de Frauenwörth no lago Chiem, que havia sido construído em 770 por Tassilo III, convento que recuperou, reformou e expandiu. 
Faleceu perto dos 34 anos de idade, em lago Chiem. Os seus restos mortais, depois de examinados por especialistas, permitem concluir que sofreu de artrite apesar da sua pouca idade, e que no inverno da Baviera teria sofrido muito por isto, principalmente nos horários noturnos de oração. 

Sobre ela disse o Arcebispo de Munique, Cardeal Ratzinger: 

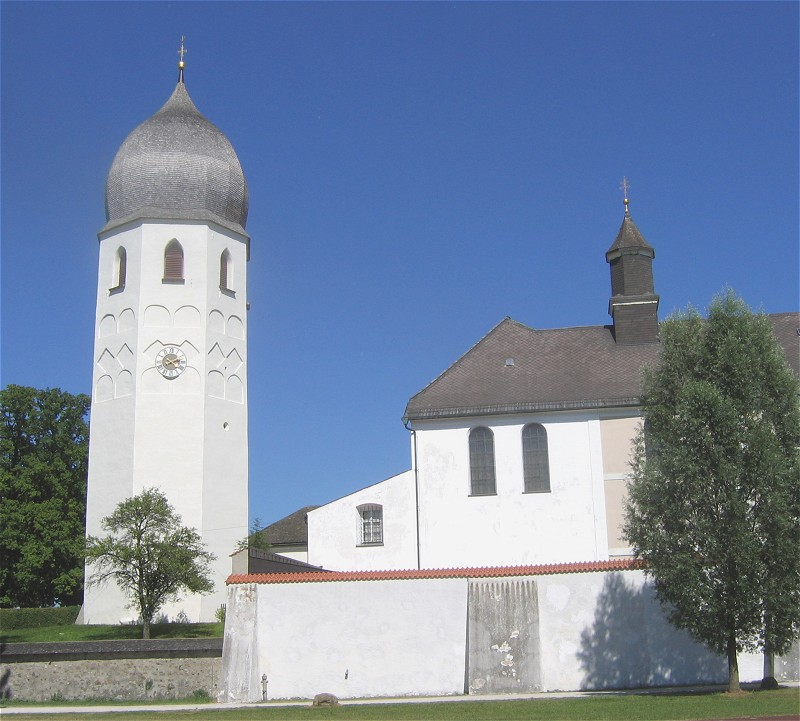
Campanário da Abadia Beneditina de Frauenwörth, no lago Chiem, Baviera, Alemanha.

| “ | Buscai primeiro o Reino de Deus. Deus em primeiro lugar: este é o convite que a obra de Ermengarda, o seu convento e a sua igreja, dirigem sempre de novo ao nosso mundo. (...) Não foi portanto apenas uma mulher que amou, mas uma mulher que sofreu, e as duas coisas estão inseparavelmente unidas. É preciso dizê-lo: quem não aceita o sofrimento não pode amar, pois o amor implica sempre algum grau de morte para si mesmo, de entrega de si a outro, de libertação de si. | ” |
|   | — Da homilia na igreja da abadia de Frauenwörth, junto ao Chiem, em 18 de julho de 1993. |   |